# Samira Oueslati
Samira Oueslati (arabe : سميرة الوسلاتي) est une judokate tunisienne. 

## Carrière
Samira Oueslati est médaillée de bronze dans la catégorie des plus de 72 kg aux championnats d'Afrique de judo 1990 à Alger.
Aux championnats d'Afrique féminins de judo 1991 à Port-Louis, elle est médaillée d'or par équipes.
Elle obtient une nouvelle médaille de bronze en plus de 72 kg aux Jeux africains de 1995 à Harare.